# Шмидт, Йёрг
Йёрг Шмидт (нем. Jörg Schmidt; 16 февраля 1961, Берлин) — немецкий гребец-каноист, выступал за сборную ГДР на всём протяжении 1980-х годов. Серебряный призёр летних Олимпийских игр в Сеуле, чемпион мира в программе одноместных каноэ на дистанции 1000 м, многократный победитель и призёр первенств национального значения. Также известен как муж знаменитой Биргит Фишер.

## Биография
Йёрг Шмидт родился 16 февраля 1961 года в той части Берлина, которая относилась к ГДР. Активно заниматься греблей начал в раннем детстве, проходил подготовку в спортивном клубе «Форвертс» в городе Потсдаме. Среди юниоров трижды становился чемпионом страны. Одновременно со спортивными выступлениями являлся военнослужащим Национальной народной армии.
Первого серьёзного успеха на взрослом международном уровне добился в 1982 году, когда попал в основной состав национальной сборной Восточной Германии и побывал на чемпионате мира в югославском Белграде, откуда привёз награду золотого достоинства — победил всех соперников в одиночках на километровой дистанции, в том числе обогнал ближайших преследователей венгра Дежё Чепая и советского гребца Василия Берёзу, которым в свою очередь достались серебро и бронза соответственно. 
Рассматривался как кандидат на участие в Олимпийских играх 1984 года в Лос-Анджелесе, однако страны социалистического лагеря по политическим причинам бойкотировали эти Игры, и вместо этого Шмидт принял участие в альтернативном турнире «Дружба-84», где выиграл серебряную медаль.
Спустя четыре года благодаря череде удачных выступлений Шмидт удостоился права защищать честь страны на летних Олимпийских играх 1988 года в Сеуле, где впоследствии завоевал серебряную медаль в одиночной километровой дисциплине — пропустил вперёд представителя СССР Ивана Клементьева, но обошёл болгарина Николая Бухалова, будущего олимпийского чемпиона и многократного чемпиона мира. За это достижение позже награждён серебряным орденом «За заслуги перед Отечеством». После объединения Германии в 1991 году конкуренция в команде резко возросла, в связи с чем Йёрг Шмидт вынужден был завершить карьеру спортсмена.
Шмидт был женат на немецкой байдарочнице Биргит Фишер, которая считается величайшей гребчихой всех времён — в общей сложности на шести Олимпиадах она выиграла двенадцать медалей, в том числе восемь золотых, и 35 раз попадала в число призёров на чемпионатах мира (в течение нескольких лет она выступала под фамилией Шмидт). Их брак продлился девять лет в период 1984—1993, за это время в семье родились двое детей. Племянница Фанни Фишер — тоже известная байдарочница, олимпийская чемпионка Пекина, трёхкратная чемпионка мира. Шурин Франк Фишер — четырёхкратный чемпион мира по гребле на байдарках.